# Campionati europei di winter triathlon del 2009
I Campionati europei di winter triathlon del 2009 (XII edizione) si sono tenuti a Látky in Slovacchia, in data 8 febbraio 2009.
Tra gli uomini ha vinto il norvegese Arne Post. Tra le donne ha trionfato la norvegese Camilla Hott..
La gara junior ha visto trionfare l'austriaco Felix Waldhuber tra gli uomini e l'estone Kairi Schmidt tra le donne.
Il titolo di Campione europeo di winter triathlon della categoria under 23 è andato allo slovacco Peter Mosny. Tra le donne si è aggiudicata il titolo di Campionessa europea di winter triathlon della categoria under 23 la norvegese Elisabeth Sveum.

## Risultati

### Élite uomini
| Pos. | Atleta                | Paese      | Corsa    | Bici     | Sci      | Totale   |
| ---- | --------------------- | ---------- | -------- | -------- | -------- | -------- |
|      | Arne Post             | Norvegia   | 00:23:21 | 00:26:10 | 00:25:26 | 01:15:33 |
|      | Andreas Svanebo       | Svezia     | 00:23:46 | 00:26:02 | 00:26:30 | 01:16:54 |
|      | Daniel Antonioli      | Italia     | 00:23:45 | 00:25:52 | 00:27:13 | 01:17:20 |
| 4    | Alessandro De Gasperi | Italia     | 00:23:21 | 00:26:25 | 00:27:45 | 01:17:59 |
| 5    | Tor-Atle Fuglerud     | Norvegia   | 00:24:57 | 00:25:10 | 00:27:35 | 01:18:15 |
| 6    | Siegfried Bauer       | Austria    | 00:25:06 | 00:24:50 | 00:28:38 | 01:19:06 |
| 7    | Tomas Dolezal         | Rep. Ceca  | 00:25:31 | 00:25:35 | 00:28:29 | 01:20:05 |
| 8    | Pavel Andreev         | Russia     | 00:24:15 | 00:28:21 | 00:27:13 | 01:20:09 |
| 9    | Konstantin Lavrentyev | Russia     | 00:24:09 | 00:27:13 | 00:28:22 | 01:20:11 |
| 10   | Evgeny Kirillov       | Russia     | 00:23:42 | 00:28:09 | 00:28:43 | 01:20:59 |
| 11   | Oswald Weisenhorn     | Italia     | 00:24:29 | 00:28:07 | 00:28:33 | 01:21:46 |
| 12   | Victor Lobo           | Spagna     | 00:24:39 | 00:26:33 | 00:30:26 | 01:22:10 |
| 13   | Kristian Monsen       | Norvegia   | 00:24:26 | 00:27:57 | 00:29:23 | 01:22:17 |
| 14   | Pavel Jindra          | Rep. Ceca  | 00:25:57 | 00:26:47 | 00:29:30 | 01:22:48 |
| 15   | Tomas Jurkovic        | Slovacchia | 00:25:07 | 00:27:28 | 00:29:59 | 01:23:04 |
| 16   | Jan Holiga            | Slovacchia | 00:25:09 | 00:28:50 | 00:28:38 | 01:23:13 |
| 17   | Jon Erguin            | Spagna     | 00:25:08 | 00:27:32 | 00:30:23 | 01:23:36 |
| 18   | Andrey Jastrebov      | Ucraina    | 00:25:25 | 00:28:49 | 00:29:17 | 01:24:17 |
| 19   | Volodymyr Fotyniuk    | Ucraina    | 00:25:10 | 00:28:45 | 00:30:36 | 01:25:05 |
| 20   | Vyacheslav Mukhidinov | Ucraina    | 00:25:04 | 00:28:32 | 00:33:37 | 01:28:12 |
| 21   | Matus Jurecka         | Slovacchia | 00:26:34 | 00:28:05 | 00:33:49 | 01:29:00 |

### Élite donne
| Pos. | Atleta                   | Paese      | Corsa    | Bici     | Sci      | Totale   |
| ---- | ------------------------ | ---------- | -------- | -------- | -------- | -------- |
|      | Camilla Hott             | Norvegia   | 00:30:33 | 00:29:43 | 00:30:40 | 01:31:30 |
|      | Carina Wasle             | Austria    | 00:26:30 | 00:31:20 | 00:33:29 | 01:32:01 |
|      | Tatiana Charochkina      | Russia     | 00:29:58 | 00:33:16 | 00:30:08 | 01:33:48 |
| 4    | Hanne Trønnes            | Norvegia   | 00:30:34 | 00:31:26 | 00:32:02 | 01:34:31 |
| 5    | Sarka Grabmullerova      | Rep. Ceca  | 00:29:39 | 00:32:52 | 00:31:48 | 01:34:51 |
| 6    | Olga Vostrukhova         | Russia     | 00:29:10 | 00:33:23 | 00:32:31 | 01:35:34 |
| 7    | Klaudia Meisterhofer     | Austria    | 00:29:58 | 00:33:31 | 00:33:13 | 01:37:12 |
| 8    | Anne Haug                | Germania   | 00:29:23 | 00:33:02 | 00:34:43 | 01:37:48 |
| 9    | Yolanda Magallon Vallejo | Spagna     | 00:29:40 | 00:32:22 | 00:38:33 | 01:40:58 |
| 10   | Doris Hinterhölzl        | Austria    | 00:31:26 | 00:34:56 | 00:34:34 | 01:41:32 |
| 11   | Giuliana Lamastra        | Italia     | 00:32:24 | 00:34:28 | 00:34:40 | 01:42:11 |
| 12   | Inmaculada Pereiro       | Spagna     | 00:30:36 | 00:35:04 | 00:37:04 | 01:43:19 |
| 13   | Kristina Lapinova        | Slovacchia | 00:31:29 | 00:38:59 | 00:41:09 | 01:52:28 |
| 14   | Janka Zidekova           | Slovacchia | 00:34:17 | 00:41:54 | 00:45:14 | 02:02:18 |

### Under 23 uomini
| Pos. | Atleta               | Paese      | Corsa    | Bici     | Sci      | Totale   |
| ---- | -------------------- | ---------- | -------- | -------- | -------- | -------- |
|      | Peter Mosny          | Slovacchia | 00:24:01 | 00:27:08 | 00:28:40 | 01:20:14 |
|      | Dmitriy Bregeda      | Russia     | 00:24:02 | 00:29:08 | 00:26:48 | 01:20:19 |
|      | Johan Noraker Nossen | Norvegia   | 00:24:41 | 00:28:37 | 00:26:55 | 01:20:49 |
| 4    | Peter Viana          | Italia     | 00:24:40 | 00:27:07 | 00:29:28 | 01:21:40 |
| 5    | Michal Kanera        | Rep. Ceca  | 00:26:22 | 00:25:01 | 00:31:33 | 01:23:42 |
| 6    | Julian Langer        | Austria    | 00:25:53 | 00:27:39 | 00:33:19 | 01:27:29 |
| 7    | Jozef Tomasovic      | Slovacchia | 00:27:37 | 00:31:42 | 00:30:34 | 01:30:23 |
| 8    | Anton Ryabchikov     | Russia     | 00:27:38 | 00:30:03 | 00:32:24 | 01:30:36 |
| 9    | Daniel Martínez      | Spagna     | 00:25:33 | 00:33:07 | 00:33:54 | 01:33:08 |
| 10   | Richard Varga        | Slovacchia | 00:26:15 | 00:35:28 | 00:33:35 | 01:35:49 |

### Under 23 donne
| Pos. | Atleta          | Paese    | Corsa    | Bici     | Sci      | Totale   |
| ---- | --------------- | -------- | -------- | -------- | -------- | -------- |
|      | Elisabeth Sveum | Norvegia | 00:30:34 | 00:29:52 | 00:31:49 | 01:32:42 |
|      | Helen Schmidt   | Estonia  | 00:29:25 | 00:33:17 | 00:35:44 | 01:39:27 |
|      | Yuliya Barabash | Russia   | 00:31:27 | 00:40:13 | 00:34:39 | 01:46:55 |

### Junior uomini
| Pos. | Atleta              | Paese      | Corsa    | Bici     | Sci      | Totale   |
| ---- | ------------------- | ---------- | -------- | -------- | -------- | -------- |
|      | Felix Waldhuber     | Austria    | 00:17:50 | 00:12:49 | 00:11:46 | 00:43:52 |
|      | Pavel Yakimov       | Russia     | 00:17:10 | 00:13:39 | 00:12:11 | 00:44:00 |
|      | Pavel Khanzhin      | Russia     | 00:17:57 | 00:13:18 | 00:12:22 | 00:44:39 |
| 4    | Vit Zahula          | Rep. Ceca  | 00:17:05 | 00:13:50 | 00:13:03 | 00:45:15 |
| 5    | Simen R Aaslund     | Norvegia   | 00:18:21 | 00:13:52 | 00:12:04 | 00:45:39 |
| 6    | Vegard F. Breen     | Norvegia   | 00:18:20 | 00:13:35 | 00:13:02 | 00:46:17 |
| 7    | Christian Westgaard | Norvegia   | 00:19:11 | 00:13:39 | 00:13:01 | 00:47:22 |
| 8    | Michael Kavalirek   | Austria    | 00:18:01 | 00:14:29 | 00:13:24 | 00:47:50 |
| 9    | Milan Jurco         | Slovacchia | 00:19:10 | 00:13:16 | 00:14:21 | 00:48:22 |
| 10   | Martin Husek        | Rep. Ceca  | 00:19:31 | 00:13:48 | 00:13:11 | 00:48:37 |
| 11   | Alexander Ivanov    | Russia     | 00:19:07 | 00:15:14 | 00:13:16 | 00:49:01 |
| 12   | Jan Titeta          | Rep. Ceca  | 00:17:48 | 00:16:03 | 00:13:07 | 00:49:04 |
| 13   | Filippo Blanc       | Italia     | 00:19:51 | 00:13:52 | 00:14:11 | 00:49:26 |
| 14   | Achim Wippel        | Austria    | 00:19:44 | 00:15:46 | 00:12:49 | 00:49:49 |
| 15   | Filip Lishak        | Slovacchia | 00:20:06 | 00:14:09 | 00:15:51 | 00:51:37 |
| 16   | Martin Balogh       | Ungheria   | 00:21:17 | 00:17:19 | 00:15:39 | 00:57:14 |
| 17   | Viktor Vlcko        | Slovacchia | 00:22:32 | 00:19:30 | 00:17:49 | 01:01:40 |

### Junior donne
| Pos. | Atleta                 | Paese      | Corsa    | Bici     | Sci      | Totale   |
| ---- | ---------------------- | ---------- | -------- | -------- | -------- | -------- |
|      | Kairi Schmidt          | Estonia    | 00:21:07 | 00:15:44 | 00:16:38 | 00:55:10 |
|      | Jana Pastuchova        | Slovacchia | 00:21:08 | 00:18:21 | 00:14:48 | 00:56:14 |
|      | Monika Kadlecova       | Slovacchia | 00:23:20 | 00:17:12 | 00:15:40 | 00:57:25 |
| 4    | Emilie Moberg          | Norvegia   | 00:22:46 | 00:17:27 | 00:16:17 | 00:57:58 |
| 5    | Margarita Ovsyannikova | Russia     | 00:22:45 | 00:21:30 | 00:18:38 | 01:04:19 |
| 6    | Greta Vettorata        | Italia     | 00:23:18 | 00:17:17 | 00:23:44 | 01:06:12 |
| 7    | Natalia Skuratovich    | Russia     | 00:22:40 | 00:21:49 | 00:20:21 | 01:06:19 |
| 8    | Barbora Zidekova       | Slovacchia | 00:26:44 | 00:24:00 | 00:23:55 | 01:17:49 |